# Świątek Brzeziński (Adelsgeschlecht)

Wappen derer von Świątek Brzeziński

Świątek Brzeziński (auch v. Swiontek Brzeziński, v. Swientek Brzeziński, v. Swentow Brzeziński etc.) ist der Name eines alten kaschubischen, später preußischen Adelsgeschlechts, dessen Stammgut Adlig Briesen (Brzeźno Szlacheckie) in Westpreußen war. Zweige der Familie bestehen bis heute fort.

## Geschichte
Bereits 1570 treten in Adlig Briesen der Edelmann Bartholomäus Brzeziński (Nobilis Bartholomaeus Brzieszinski) sowie zwei Edle namens Johannes Brzeziński (Nobilis Joannes Brzieszinski) urkundlich in Erscheinung. Die Brzeziński, d. h. von Briesen, besaßen zu dieser Zeit mehrere Höfe am Gut.
Laut Aufzeichnungen des Grafen Uruski hätten ihre Vorfahren für ritterliche Verdienste bereits im 15. Jahrhundert beträchtliche Ländereien auf dem Gebiet der Kaschubei vom polnischen König Kasimir IV. (1427–1492) erhalten. Die Gesamtgröße des von vier großen Seen umgebenen Gutes Briesen betrug zu dieser Zeit etwa 1400 ha. Möglicherweise lassen sie sich auf Petzen von der Bryse (Briesen) zurückführen, dem Winrich von Kniprode als Hochmeister des Deutschen Ordens schon im 14. Jahrhundert, nämlich am 6. November 1374, das Nachbar-Gut Adlig Lonken (Łąkie Szlacheckie) verliehen hatte.
Bereits in einem Dokument von 1553 wird neben Jan Passentek und Pask auch Swientek als Besitzer von Briesen genannt. Vermutlich handelt es sich dabei um einen Spitznamen, der sich im Laufe der Zeit etabliert hat, um die verschiedenen Brzeziński-Zweige auf Briesen besser voneinander unterscheiden zu können (siehe von Spiczak Brzeziński und von Bastian Brzeziński).
Gegen Ende des 18. Jahrhunderts besaßen Matthias († 1777) und Stephan von Świątek Brzeziński (1731–1794) mehrere Gutsanteile von Adlig Briesen. Sie waren Söhne des Michael von Świątek Brzeziński und der Elisabeth von Trzebiatowska. Die Familie besaß außerdem einen Anteil am Gut Prondzonna (F). Matthias’ Sohn Franz (⚭ Marianna von Spiczak Brzezińska) erbte den Gutsanteil Briesen H, der sich zu Beginn des 20. Jahrhunderts in Besitz seiner Enkelsöhne Adalbert (* 1846) und Johann von Świątek Brzeziński (* 1848) befand. Ihr älterer Bruder Franz (⚭ Anna Therese von Kiedrowska) erwarb seinerseits den Gutsanteil Briesen Aa.

## Wappen

Die Wappen derer von Swentow bzw. von Świątek Brzeziński

Eine Darstellung des Wappens derer von Świątek Brzeziński findet sich bei Pragert. Die Beschreibung lautet: Auf dem Schild eine Fase, darauf eine heraldische Lilie. Die Farben und Gestaltung von Helm und Decken sind unbekannt, da nur Wappensiegel überliefert sind.
Dem Geheimen Staatsarchiv Preußischer Kulturbesitz liegen ebenfalls zwei Wappenzeichnungen vor, von denen sich das Wappen eines Familienzweiges, der sich von Swentow Brzeziński nannte, lediglich durch die Ergänzung zweier sechsstrahliger Sterne sowie dreier Straußenfedern als Helmschmuck unterscheidet. Diese Zeichnung wurde nach Angaben des früheren Königlichen Staatsarchivs zu Danzig rekonstruiert.

## Persönlichkeiten
- Matthias von Świątek Brzeziński († 1777), preußischer Gutsanteilsbesitzer auf Adlig Briesen (H), ⚭ Marianna von Aubracht Prądzyńska, verw. von Löwe Kiedrowska.
- Stephan von Świątek Brzeziński (1731–1794), preußischer Gutsanteilsbesitzer auf Adlig Briesen (D und Z), I ⚭ Anna von Bastian Brzezińska (1739–1767), II ⚭ Anna von Schmude Trzebiatowska alias Knypc (1747–1781), III ⚭ Luise von Malotki Trziebiatowska.